# Yvonne Artaud
Pour les articles homonymes, voir Artaud.
Yvonne Artaud (Lyon, 1924 - Pondichéry, 5 août 2009) est une éducatrice et éthologue française. Elle est la proche collaboratrice du penseur, philosophe et égyptologue allemand Medhananda. Elle est une des disciples de Sri Aurobindo et contribue à la création d'Auroville.

## Biographie
Yvonne Artaud, la collaboratrice de Medhananda, est née en 1924 à Lyon, France, et est chirurgien-dentiste pour enfants à Paris avant de rejoindre l'Ashram de Sri Aurobindo en 1952. Là elle devient éducatrice au Centre International d'éducation Sri Aurobindo sous la direction de Pavitra. Également artiste, elle peint de nombreuses toiles et écrit des poèmes et des pièces de théâtre, ses œuvres sont actuellement conservées à l'Identity Research Institute, à Pondichéry.
Depuis 1963 elle s'investit dans la recherche sur la psychologie de la conscience de soi, particulièrement chez les enfants pré-scolarisés et les primates de l'Inde du Sud.
Auteur de nombreuses études sur la psychologie animale et sur l'éducation des jeunes enfants, elle est la créatrice de nombreuses méthodes d'enseignement et d'apprentissage en particulier les Aurogrammes, un langage symbolique destiné à être utilisé comme moyen d'auto-expression et de communication pour les très jeunes enfants de milieux linguistiques différents. Ses jeux symboliques comme « Les Travaux d'Hercule » ou « La Grande Maison » ont prouvé être d'une aide psychologique précieuse dans le développement des enfants. Yvonne Artaud était pour Medhananda sa muse, son éditeur et sa collaboratrice dans sa recherche sur l'Égypte antique.